# بن غوتو
بن غوتو (باليابانية: 五島勉) (17 نوفمبر 1929، هاكوداته في اليابان)؛ روائي ياباني.